# إليانور بوست هوتون
إليانور بوست هوتون (بالإنجليزية: Eleanor Post Hutton)‏ هي نجمة اجتماعية أمريكية، ولدت في 3 ديسمبر 1909 في غرينيتش في الولايات المتحدة، وتوفيت في 27 نوفمبر 2006 في باريس في فرنسا.